# Trängtrupper

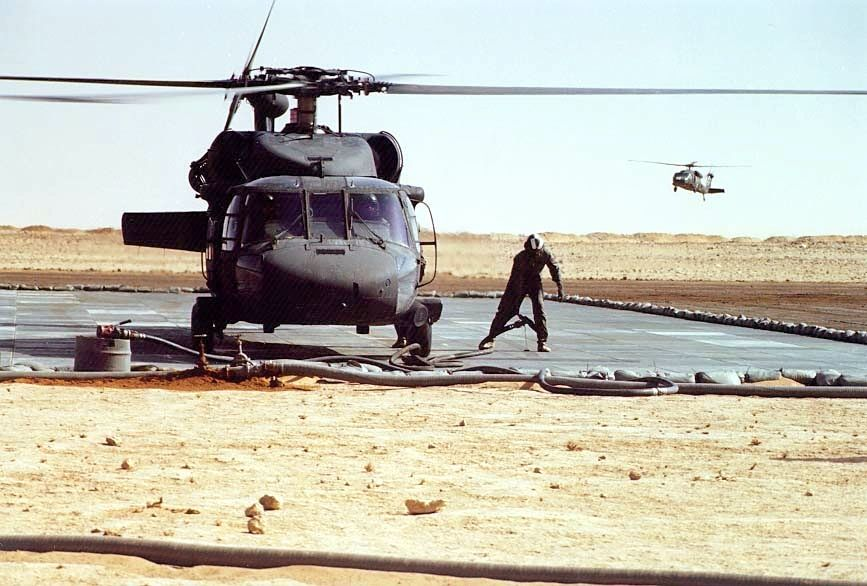
Amerikanska arméhelikoptrar under bränslepåfyllning vid en framskjuten drivmedelsdepå under Operation Desert Storm.

Trängtrupper (även underhållstrupper) är ett truppslag som ansvarar för underhållstjänsten för högre stridande förband (brigad och uppåt). De har till främsta uppgift att förse stridande förband med ammunition, sjukvård och drivmedel, samt att utföra avancerade reparationer av viktig material på brigadnivå. Truppslaget organiserades inom det svenska försvaret i trängbataljon på brigadnivå eller underhållskompanier som underställs enskilda bataljoner. 

## Historik
Som många andra militära fackuttryck härstammar träng från franskan - i det här fallet uttalet av train, som ersatte det tidigare uttrycket tross.

## Tyskland
Under det andra världskriget bestod den tyska arméns underhållstrupper (Versorgungstruppen) sedan 1942 av :
- Transporttrupper
- Vattenförsörjningstrupper
- Motorfordonsreparationstrupper
- Fältposten

Sjukvårdstrupperna (Sanitätstruppen) utgjorde ett eget truppslag.